# Giorgia Motta
Giorgia Motta (Verona, 18 marzo 1984) è un'allenatrice di calcio ed ex calciatrice italiana, di ruolo difensore.
Nella sua ultraventennale carriera ha indossato le maglie diverse società italiane, giocando sempre in Serie A tranne nella parentesi spagnola con il Torrejón, conquistando in totale sette scudetti, quattro Coppe Italia e sette Supercoppe, tutti titoli conquistati tra Bardolino Verona e Torres, prima del ritiro avvenuto nell'estate 2021. Ha inoltre collezionato presenze nelle nazionali italiane giovanili Under-19, Under-21 e nella nazionale maggiore.

## Caratteristiche tecniche
Giorgia Motta, giocatrice caratterizzata da buone capacità in corsa e propulsione, ricopre prevalentemente il ruolo di difensore esterno essendo in grado, tuttavia, di occupare anche la posizione centrale. Grazie alle sue doti è in grado di contribuire, oltre che nelle fasi difensive, anche a supporto della manovra offensiva inserendosi all'occasione per arrivare al tiro in porta. Calcia prevalentemente col piede destro.

## Carriera

### Club
Motta cresce calcisticamente nelle giovanili del Bardolino dove partecipa ai tornei del Campionato Nazionale Primavera riuscendo a mettersi in luce, ottenendo così la fiducia di società e reparto tecnico per essere inserita nella rosa della squadra titolare dove debutta in Serie A nel corso della stagione 1998-1999.
Le sue prestazioni la fanno notare sia dai selezionatori delle giovanili della nazionale italiana che dal Torrejón Femenino, squadra di Torrejón de Ardoz che in quel momento militava nella Superliga, la massima serie di calcio femminile della Spagna. Con le spagnole ha l'opportunità di giocare in un campionato straniero, occasione che coglie firmando un accordo che la inserisce in rosa durante la stagione 2004-2005, dove però non colleziona alcuna presenza in campo. Decide quindi di tornare alla sua vecchia squadra, che intanto aveva cambiato denominazione in Bardolino Verona e, grazie alle sue qualità, inizia a contribuire al periodo positivo della compagine in casacca gialloblu, sia nelle competizioni italiane che in quelle di club europee. Con la squadra veronese partecipa al campionato di Serie A 2005-2006 rimanendo fino al 2008-2009 dove riuscirà a conquistare lo scudetto per quattro volte alle quali, nel palmarès, affiancherà tre Coppe Italia e tre Supercoppe, più lo scudetto Under-19.
Dopo dodici stagioni tra giovanili e formazione titolare, lascia il Bardolino Verona per sottoscrivere un contratto con la Torres, squadra di Sassari che ha appena conquistato il suo quarto scudetto nel campionato di Serie A 2009-2010. Con le isolane inizia una nuova serie positiva collezionando tre scudetti consecutivi, una Coppa Italia e tre Supercoppe, rimanendo legata alla società fino alla sua ultima stagione, la 2014-2015, non iscrivendosi al campionato successivo per inadempienze finanziarie e svincolando così tutte le sue tesserate.
Prima dell'inizio del campionato 2015-2016 riesce comunque a trovare un accordo con la neofondata Fiorentina Women's con le compagne ex torresine Elisabetta Tona e Patrizia Panico, contribuendo nella sua stagione d'esordio a far rimanere la squadra nelle parti alte della classifica e sfiorare l'accesso alla UEFA Women's Champions League, sfumata all'ultima giornata, terminando al terzo posto dietro alle campionesse del Brescia e all'Verona Women.
Nell'estate 2016 si trasferisce al Mozzanica, società con la quale resterà anche la stagione 2017-2018 iscritta come Mozzanica, dove contribuisce a raggiungere il quarto posto in campionato nella stagione 2016-2017 e il quinto in quella successiva.
Nel giugno 2018 annuncia il suo ritorno alla città natale, Verona, accordandosi con il ChievoVerona Valpo.

### Nazionale
Viene convocata alle selezioni per le giovanili della nazionale di calcio femminile italiana e gioca la sua prima partita internazionale con la maglia azzurra della nazionale italiana under-19 il 16 novembre del 2001, nella partita persa dall'Italia per 2 a 3 contro la Francia nel terzo turno di qualificazione per i Campionati Europei UEFA di categoria.
Il commissario tecnico Pietro Ghedin la convoca nella nazionale maggiore per le qualificazioni del Campionato europeo femminile di calcio 2009 dove, inserita nel gruppo 2, si dovrà scontrare con le nazionali di Svezia, Ungheria, Irlanda e Romania. Esordisce nella partita con la Nazionale rumena del 31 ottobre 2007, disputata a Noceto nello Stadio Il Noce, sostituendo al 46' Raffaella Manieri entrata titolare, match conclusosi con la vittoria delle azzurre per 5 a 0.
Il ct Antonio Cabrini la convoca nella nazionale maggiore nel raduno del luglio 2013 in previsione di utilizzarla nell'ambito del campionato europeo di quell'anno.

## Statistiche

### Cronologia presenze e reti in nazionale
| Cronologia completa delle presenze e delle reti in nazionale ― Italia | Cronologia completa delle presenze e delle reti in nazionale ― Italia | Cronologia completa delle presenze e delle reti in nazionale ― Italia | Cronologia completa delle presenze e delle reti in nazionale ― Italia | Cronologia completa delle presenze e delle reti in nazionale ― Italia | Cronologia completa delle presenze e delle reti in nazionale ― Italia | Cronologia completa delle presenze e delle reti in nazionale ― Italia | Cronologia completa delle presenze e delle reti in nazionale ― Italia |
| Data                                                                  | Città                                                                 | In casa                                                               | Risultato                                                             | Ospiti                                                                | Competizione                                                          | Reti                                                                  | Note                                                                  |
| --------------------------------------------------------------------- | --------------------------------------------------------------------- | --------------------------------------------------------------------- | --------------------------------------------------------------------- | --------------------------------------------------------------------- | --------------------------------------------------------------------- | --------------------------------------------------------------------- | --------------------------------------------------------------------- |
| 31-10-2007                                                            | Noceto                                                                | Italia                                                                | 5 – 0                                                                 | Romania                                                               | Qual. Euro 2009                                                       | -                                                                     | 46’                                                                   |
| 7-3-2008                                                              | Alvor                                                                 | Stati Uniti                                                           | 2 – 0                                                                 | Italia                                                                | Algarve Cup 2008                                                      | -                                                                     |                                                                       |
| 10-3-2008                                                             | Loulé                                                                 | Cina                                                                  | 0 – 2                                                                 | Italia                                                                | Algarve Cup 2008                                                      | -                                                                     |                                                                       |
| 12-3-2008                                                             | Olhão                                                                 | Svezia                                                                | 3 – 0                                                                 | Italia                                                                | Algarve Cup 2008 - Finale 5º posto                                    | -                                                                     |                                                                       |
| 7-5-2008                                                              | Örebro                                                                | Svezia                                                                | 1 – 0                                                                 | Italia                                                                | Qual. Euro 2009                                                       | -                                                                     |                                                                       |
| 24-5-2008                                                             | Buftea                                                                | Romania                                                               | 1 – 6                                                                 | Italia                                                                | Qual. Euro 2009                                                       | -                                                                     | 80’                                                                   |
| 15-6-2008                                                             | Suwon                                                                 | Brasile                                                               | 2 – 1                                                                 | Italia                                                                | Amichevole                                                            | -                                                                     | 75’                                                                   |
| 19-6-2008                                                             | Suwon                                                                 | Stati Uniti                                                           | 2 – 0                                                                 | Italia                                                                | Amichevole                                                            | -                                                                     |                                                                       |
| 2-10-2008                                                             | Montereale Valcellina                                                 | Italia                                                                | 3 – 0                                                                 | Ungheria                                                              | Qual. Euro 2009                                                       | -                                                                     | 72’                                                                   |
| 25-10-2008                                                            | Praga                                                                 | Rep. Ceca                                                             | 0 – 1                                                                 | Italia                                                                | Qual. Euro 2009 - Play-off                                            | -                                                                     | 90+1’                                                                 |
| 25-11-2009                                                            | Francavilla al Mare                                                   | Italia                                                                | 7 – 0                                                                 | Armenia                                                               | Qual. Mondiali 2011                                                   | -                                                                     | 67’                                                                   |
| 19-5-2010                                                             | Stettino                                                              | Polonia                                                               | 1 – 5                                                                 | Italia                                                                | Amichevole                                                            | -                                                                     | 46’                                                                   |
| 9-3-2011                                                              | Larnaca                                                               | Italia                                                                | 2 – 0                                                                 | Russia                                                                | Cyprus Cup 2011                                                       | -                                                                     | 63’                                                                   |
| 19-11-2011                                                            | Pruszków                                                              | Polonia                                                               | 0 – 5                                                                 | Italia                                                                | Qual. Euro 2013                                                       | -                                                                     | 89’                                                                   |
| 8-12-2011                                                             | San Paolo                                                             | Brasile                                                               | 5 – 1                                                                 | Italia                                                                | Torneio Internacional 2011                                            | -                                                                     |                                                                       |
| 11-12-2011                                                            | San Paolo                                                             | Italia                                                                | 2 – 2                                                                 | Danimarca                                                             | Torneio Internacional 2011                                            | -                                                                     |                                                                       |
| 18-12-2011                                                            | San Paolo                                                             | Italia                                                                | 3 – 2                                                                 | Cile                                                                  | Torneio Internacional 2011 - Finale 3º posto                          | -                                                                     |                                                                       |
| 1-3-2012                                                              | Nicosia                                                               | Italia                                                                | 1 – 2                                                                 | Canada                                                                | Cyprus Cup 2012                                                       | -                                                                     |                                                                       |
| 4-3-2012                                                              | Paralimni                                                             | Italia                                                                | 2 – 1                                                                 | Scozia                                                                | Cyprus Cup 2012                                                       | -                                                                     | 80’                                                                   |
| 19-9-2012                                                             | Atene                                                                 | Grecia                                                                | 0 – 0                                                                 | Italia                                                                | Qual. Euro 2013                                                       | -                                                                     |                                                                       |
| 6-3-2013                                                              | Nicosia                                                               | Inghilterra                                                           | 4 – 2                                                                 | Italia                                                                | Cyprus Cup 2013                                                       | -                                                                     | 85’                                                                   |
| 8-3-2013                                                              | Larnaca                                                               | Nuova Zelanda                                                         | 2 – 0                                                                 | Italia                                                                | Cyprus Cup 2013                                                       | -                                                                     |                                                                       |
| 13-3-2013                                                             | Larnaca                                                               | Corea del Sud                                                         | 0 – 1                                                                 | Italia                                                                | Cyprus Cup 2013 - Finale 9º posto                                     | -                                                                     |                                                                       |
| 16-7-2013                                                             | Halmstad                                                              | Svezia                                                                | 3 – 1                                                                 | Italia                                                                | Euro 2013 - Fase a gironi                                             | -                                                                     |                                                                       |
| Totale                                                                |                                                                       | Presenze                                                              | 24                                                                    |                                                                       | Reti                                                                  | 0                                                                     |                                                                       |

## Palmarès
- Campionato italiano: 6

Bardolino Verona: 2006-2007, 2007-2008, 2008-2009
Torres: 2010-2011, 2011-2012, 2012-2013
- Coppa Italia: 4

Bardolino Verona: 2005-2006, 2006-2007, 2008-2009
Torres: 2010-2011
- Supercoppa italiana: 8

Bardolino Verona: 2005, 2007, 2008
Torres: 2009, 2010, 2011, 2012, 2013